# Son nom est Sacramento
Série
Le Gang des rebelles
(1972)
Pour plus de détails, voir Fiche technique et Distribution.
Son nom est Sacramento (...e lo chiamarono Spirito Santo) est un western spaghetti italien sorti en 1971, réalisé par Roberto Mauri.
C'est le premier film de la trilogie de Mauri autour du personnage de « Spirito Santo » (en français « Sacramento »), interprété par Vassili Karis ; il est suivi de Bada alla tua pelle, Spirito Santo! et Spirito Santo e le 5 magnifiche canaglie (1972).

## Synopsis
Spirito Santo est un prisonnier anonyme dans un camp de travaux forcés en Arizona. Un shérif indien vient le prendre pour l'amener à Tucson, au procès où il est accusé d'avoir tué la sœur du shérif. Pendant le trajet, toute l'escorte est massacrée par un groupe de bandits, ne laissant en vie que le shérif et Spirito Santo, qui est amené chez Foster, un propriétaire terrien. Foster a organisé la libération de Spirito Santo parce que, dit-il, il a une dette d'honneur envers son père qui lui avait sauvé la vie. Le shérif est laissé en vie sur l'intervention de Spirito Santo qui sait qu'il continue d'enquêter sur le meurtre de sa sœur. 
Spirito Santo tombe amoureux de Consuelo, la fille de Foster. Avec des complices, il se déguise avec les tenues des soldats tués précédemment, pour surprendre l'escorte d'un convoi d'or de l'armée. Steve, un bandit connu de Foster, prêtre défroqué équipé d'une mitrailleuse, assassine ses compagnons pour garder le butin, mais Spirito Santo parvient à le tuer.
Revenu seul auprès de Foster, Spirito Santo se fait accuser de traitrise, mais ses explications semblent acceptées. Dans la nuit, Consuelo avertit Spirito Santo des doutes de son père. Il décide alors de fuir au Mexique, mais se fait prendre sur la route par un groupe dirigé par le shérif indien.
Le shérif veut emmener Spirito Santo au tribunal, tandis que les autres veulent le pendre, et le shérif avec. Consuelo qui a assisté à la scène parvient à sauver Spirito Santo, mais elle est touchée dans l'échange de coups de feu, ainsi que le shérif. Spirito Santo rapporte à Foster le cadavre de sa fille. Ne pouvant pas survivre à la mort de sa fille, Foster se fait tuer par Spirito Santo, qui les enterre dans la propriété. Alors arrive le shérif mourant.
Spirito Santo lui raconte alors comment il avait sauvé sa sœur de deux agresseurs, mais que celle-ci s'était méprise sur ses intentions et s'était suicidée avec un couteau. Spirito Santo donne au shérif son revolver pour lui laisser le choix de la suite. Le shérif tire alors en direction de Spirito Santo, mais c'est pour tuer un dernier homme qui les menaçait et il sauve ainsi Spirito Santo.

## Fiche technique
- Titre français : Son nom est Sacramento
- Titre original italien : ...e lo chiamarono Spirito Santo
- Genre : western spaghetti
- Réalisation : Roberto Mauri
- Scénario : Roberto Mauri
- Production : Cepa Cinematografica
- Photographie : Mario Mancini
- Montage : Adriano Tagliavia
- Musique : Carlo Savina
- Décors : Emilio Zago
- Costumes : Giuliana Serano
- Maquillage : Liliana Dulac
- Année de sortie : 1971
- Format d'image : 2.35:1
- Langue : italien
- Pays :  Italie
- Distribution en Italie : Indipendenti Regionali
- Date de sortie en salle en France : 22 novembre 1972[1]

## Distribution
- Vassili Karis : Spirito Santo / Sacramento
- Mimmo Palmara (sous le pseudo de « Dick Palmer ») : shérif
- Margareth Rose Keil : Consuelo
- Jack Betts (sous le pseudo de « Hunt Powers ») : Foster
- José Torres : Steve
- Lina Franchi : mère de Spirito Santo
- Vittorio Fanfoni : soldat au camp de travaux forcés
- Aristide Caporale : garçon d'étable
- Lorenzo Piani : lieutenant
- Bruno Salvi
- Bruno Arié (non crédité) : un pistolero
- Salvatore Baccaro (non crédité) : un détenu